# 박춘무 묘소
박춘무 묘소는 충청북도 청주시 서원구에 있다. 2016년 3월 18일 청주시의 향토유적 제145호로 지정되었다.

## 개요
임진왜란 청주에서 의병을 일으켜 청주성 탈환에 공이 큰 인물의 묘소이다.